# Élections sénatoriales de 2017 dans le Val-de-Marne
Les élections sénatoriales dans le Val-de-Marne ont lieu le dimanche 24 septembre 2017. Elles ont pour but d'élire les sénateurs représentant le département au Sénat pour un mandat de six années.

## Contexte départemental
Lors des élections sénatoriales de 2011 dans le Val-de-Marne, six sénateurs ont été élus selon un mode de scrutin proportionnel : une EÉLV, un PS, deux PCF et deux UMP.
Depuis, tous les effectifs du collège électoral des grands électeurs ont été renouvelés, avec les élections législatives françaises de 2017, les élections régionales françaises de 2015, les élections départementales françaises de 2015 et les élections municipales françaises de 2014.

## Sénateurs sortants
| Sénateur | Sénateur            | Parti | Fonctions lors de l'élection en 2011         |
| -------- | ------------------- | ----- | -------------------------------------------- |
|          | Laurence Cohen      | PCF   | Conseillère régionale                        |
|          | Christian Favier    | PCF   | Président du conseil général                 |
|          | Esther Benbassa     | EÉLV  |                                              |
|          | Laurent Dutheil     | PS    | Adjoint au maire de Villeneuve-Saint-Georges |
|          | Christian Cambon    | LR    | Sénateur sortant, maire de Saint-Maurice     |
|          | Catherine Procaccia | LR    | Sénatrice sortante, conseillère générale     |

1. ↑  Remplace Luc Carvounas, élu député, à partir du 29 juillet 2017.

## Présentation des listes et des candidats
Les nouveaux représentants sont élus pour une législature de 6 ans au suffrage universel indirect par les 1 992 grands électeurs du département. Dans le Val-de-Marne, les sénateurs sont élus au scrutin proportionnel plurinominal. Leur nombre reste inchangé, six sénateurs sont à élire et huit candidats doivent être présentés sur la liste pour qu'elle soit validée. Chaque liste de candidats est obligatoirement paritaire et alterne entre les hommes et les femmes. Plusieurs listes seront déposées dans le département. Elles sont présentées ici dans l'ordre de leur dépôt à la préfecture et comportent l'intitulé figurant aux dossiers de candidature.
Les listes présentées ne sont pas les listes officielles et sont susceptibles d'être modifiées jusqu'au dépôt définitif et officiel des listes.

### Majorité présidentielle La République en marche dans le Val-de-Marne
| N° | Candidats | Candidats                  | Parti | Principale fonction                             |
| -- | --------- | -------------------------- | ----- | ----------------------------------------------- |
| 01 |           | Pascale Luciani-Boyer      | LREM  | Conseillère municipale de Saint-Maur-des-Fossés |
| 02 |           | Christophe Ippolito        | LR    | Adjoint au maire de Nogent-sur-Marne            |
| 03 |           | Laurinda Moreira da Silva  | DVG   | Conseillère municipale de Fresnes               |
| 04 |           | Marco Pisanu               | DVG   | Conseiller municipal d'Orly                     |
| 05 |           | Danielle Molinier Verchere | DVG   | Conseillère municipale de La Queue-en-Brie      |
| 06 |           | Vincent Giacobbi           | LR    | Conseiller municipal de Sucy-en-Brie            |
| 07 |           | Chrystel-Anne Pomel        | LREM  | Animatrice locale LREM de Saint-Maurice         |
| 08 |           | Pierre Mulazzi             | LREM  | Animateur local LREM de Vincennes               |

### «Union pour le Val de Marne» (LR)
| N° | Candidats | Candidats              | Parti | Principale fonction                                            |
| -- | --------- | ---------------------- | ----- | -------------------------------------------------------------- |
| 01 |           | Christian Cambon       | LR    | Sénateur sortant, maire de Saint-Maurice                       |
| 02 |           | Catherine Procaccia    | LR    | Sénatrice sortante                                             |
| 03 |           | Didier Gonzales        | LR    | Conseiller régional, maire de Villeneuve-le-Roi, ancien député |
| 04 |           | Aurélie Philippe       | UDI   | Conseillère municipale d'Ivry-sur-Seine                        |
| 05 |           | Métin Yavuz            | DVD   | Conseiller départemental                                       |
| 06 |           | Valérie Mayer-Blimont  | LR    | Adjointe au maire de Santeny                                   |
| 07 |           | Jean-Paul Faure-Soulet | LR    | Maire de La Queue-en-Brie                                      |
| 08 |           | Camille Dubarry        | LR    | Conseillère municipale de Fresnes                              |

### Union de la Gauche (PCF/PS/EÉLV)
| N° | Candidats | Candidats            | Parti | Principale fonction                                                 |
| -- | --------- | -------------------- | ----- | ------------------------------------------------------------------- |
| 01 |           | Laurence Cohen       | PCF   | Sénatrice sortante                                                  |
| 02 |           | Pascal Savoldelli    | PCF   | Conseiller départemental                                            |
| 03 |           | Sophie Taillé-Polian | PS    | Conseillère municipale de Villejuif                                 |
| 04 |           | Daniel Breuiller     | EÉLV  | Conseiller municipal d'Arcueil                                      |
| 05 |           | Sokona Niakhaté      | PCF   | Conseillère départementale, adjointe au maire de Fontenay-sous-Bois |
| 06 |           | Bruno Hélin          | PS    | Conseiller départemental, adjoint au maire de Créteil               |
| 07 |           | Christine Janodet    | EÉLV  | Conseillère départementale, maire d'Orly                            |
| 08 |           | Christian Favier     | PCF   | Sénateur sortant, président du conseil départemental                |

### «La Relève!» - (DVD - UDI)
| N° | Candidats | Candidats              | Parti | Principale fonction                                                |
| -- | --------- | ---------------------- | ----- | ------------------------------------------------------------------ |
| 01 |           | Laurent Lafon          | UDI   | Conseiller régional, maire de Vincennes                            |
| 02 |           | Aurore Thiroux         | LR    | Conseillère municipale de Champigny-sur-Marne                      |
| 03 |           | Jean-Pierre Barnaud    | MoDem | Maire de Chennevières-sur-Marne                                    |
| 04 |           | Nathalie Delepaule     | UDI   | Conseillère régionale, première adjointe au maire de Bry-sur-Marne |
| 05 |           | Arnaud Weber-Guillouet | LR    | Conseiller municipal du Kremlin-Bicêtre                            |
| 06 |           | Cécile Duboille        | UDI   | Première adjointe au maire de Villejuif                            |
| 07 |           | Vincent Bedu           | LR    | Conseiller municipal de Santeny                                    |
| 08 |           | Frédérique Pradier     | UDI   | Conseillère départementale, conseillère municipale de Fresnes      |

### Mouvement démocrate
| N° | Candidats | Candidats                 | Parti | Principale fonction                                                |
| -- | --------- | ------------------------- | ----- | ------------------------------------------------------------------ |
| 01 |           | Didier Dousset            | MoDem | Conseiller régional, maire du Plessis-Trévise                      |
| 02 |           | Marie-Christine Dirringer | MoDem | Conseillère régionale, adjointe au maire de Chennevières-sur-Marne |
| 03 |           | Benoît Wossmer            | UDI   | Adjoint au maire de Saint-Maurice                                  |
| 04 |           | Sarah Ganne-Levy          | MoDem | Conseillère municipale d'Arcueil                                   |
| 05 |           | Hervé Balle               | Cap21 | Secrétaire général adjoint de Cap21                                |
| 06 |           | Annie Le Franc            | MoDem | Conseillère municipale d'Ivry-sur-Seine                            |
| 07 |           | Saïd Hassani              | MoDem | Conseiller municipal du Kremlin-Bicêtre                            |
| 08 |           | Isilda De Amorin          | MoDem | Conseillère municipale de Champigny-sur-Marne                      |

### Allons de l'avant! Votre parole portée au Sénat (Divers droite)
| N° | Candidats | Candidats                     | Parti | Principale fonction |
| -- | --------- | ----------------------------- | ----- | ------------------- |
| 01 |           | Maryse Michel                 | DIV   |                     |
| 02 |           | Aymeric Berger                | DIV   |                     |
| 03 |           | Chantal Gratiet               | DIV   |                     |
| 04 |           | Emmanuelly Gougougnan-Zadigue | DIV   |                     |
| 05 |           | Marielle Marbache             | DIV   |                     |
| 06 |           | Rémy Ramassamy                | DIV   |                     |
| 07 |           | Martine Harbulot              | DIV   |                     |
| 08 |           | Christian Lafaille            | DIV   |                     |

### Front national
| N° | Candidats | Candidats          | Parti | Principale fonction                              |
| -- | --------- | ------------------ | ----- | ------------------------------------------------ |
| 01 |           | François Paradol   | FN    | Conseiller municipal de Vitry-sur-Seine          |
| 02 |           | Marie-Agnès Houck  | FN    | Conseillère municipale de Créteil                |
| 03 |           | Jérôme Auvray      | FN    | Conseiller municipal de Villiers-sur-Marne       |
| 04 |           | Gorete De Freitas  | FN    | Conseillère régionale                            |
| 05 |           | Claude Ledion      | FN    | Conseiller municipal du Perreux-sur-Marne        |
| 06 |           | Nina Smarandi      | FN    | Conseillère municipale d'Arcueil                 |
| 07 |           | Jean-Marie Rougier | FN    | Conseiller municipal de Champigny-sur-Marne      |
| 08 |           | Jocelyne Lavocat   | FN    | Conseiller municipal de Villeneuve-Saint-Georges |

### Val-de-Marne-Avenir (Divers écologistes)
| N° | Candidats | Candidats          | Parti | Principale fonction                                |
| -- | --------- | ------------------ | ----- | -------------------------------------------------- |
| 01 |           | Bernard Chappelier | UDE   | Adjoint au maire du Kremlin-Bicêtre                |
| 02 |           | Sandrine Recchia   | UDE   | Fonctionnaire dans l'enseignement                  |
| 03 |           | Jean Chagny        | UDE   | Ancien adjoint au maire de Bonneuil-sur-Marne      |
| 04 |           | Mariette Porche    | UDE   |                                                    |
| 05 |           | David Dornbusch    | UDE   |                                                    |
| 06 |           | Johanna Kechta     | UDE   | Membre d'une association de parents d'élèves       |
| 07 |           | Soufiane Lahrim    | UDE   | Militant associatif pour la défense des animaux    |
| 08 |           | Claudette Fyot     | UDE   | Ancienne conseillère municipale du Kremlin-Bicêtre |

### Alliance écologiste indépendante
| N° | Candidats | Candidats        | Parti | Principale fonction                                  |
| -- | --------- | ---------------- | ----- | ---------------------------------------------------- |
| 01 |           | Tony Renault     | AEI   |                                                      |
| 02 |           | Nadia Belaala    | AEI   |                                                      |
| 03 |           | Rachid Mokran    | AEI   |                                                      |
| 04 |           | Amina Bouatlaoui | AEI   |                                                      |
| 05 |           | Patrick Laiseing | AEI   |                                                      |
| 06 |           | Céline Moussy    | AEI   |                                                      |
| 07 |           | Frédéric Longuet | AEI   | Agent territorial à la ville de Châlons-en-Champagne |
| 08 |           | Virginie Longuet | AEI   | Infirmière                                           |

## Résultats
| Tête de liste                                                            | Tête de liste            | Liste                                             | Voix  | %     | Élus |
| ------------------------------------------------------------------------ | ------------------------ | ------------------------------------------------- | ----- | ----- | ---- |
|                                                                          | Laurence Cohen           | Union de la gauche (PCF - PS - EELV)              | 780   | 38,58 | 3    |
| Rassemblé-e-s pour porter l'espoir en Val-de-Marne                       |                          |                                                   | 780   | 38,58 | 3    |
|                                                                          | Christian Cambon         | Les Républicains (UDI)                            | 661   | 32,69 | 2    |
| Union pour le Val-de-Marne                                               |                          |                                                   | 661   | 32,69 | 2    |
|                                                                          | Laurent Lafon            | Union des démocrates et indépendants (LR - MoDem) | 279   | 13,80 | 1    |
| La relève !                                                              |                          |                                                   | 279   | 13,80 | 1    |
|                                                                          | Pascale Luciani-Boyer    | La République en marche (LR)                      | 126   | 6,23  | 0    |
| Majorité présidentielle La République en marche dans le Val-de-Marne     |                          |                                                   | 126   | 6,23  | 0    |
|                                                                          | Didier Dousset           | Mouvement démocrate (UDI - Cap21)                 | 89    | 4,40  | 0    |
| Centre, démocrates et indépendants                                       |                          |                                                   | 89    | 4,40  | 0    |
|                                                                          | François Paradol         | Front national                                    | 48    | 2,37  | 0    |
| Liste bleu marine pour la défense de nos communes et de nos départements |                          |                                                   | 48    | 2,37  | 0    |
|                                                                          | Bernard Chappelier       | Écologiste (UDE)                                  | 17    | 0,84  | 0    |
| Val-de-Marne avenir                                                      |                          |                                                   | 17    | 0,84  | 0    |
|                                                                          | Maryse Michel            | Divers droite                                     | 12    | 0,59  | 0    |
| Allons de l'avant ! Votre parole portée au Sénat                         |                          |                                                   | 12    | 0,59  | 0    |
|                                                                          | Tony Renault             | Écologiste (AEI)                                  | 10    | 0,49  | 0    |
| Alliance écologiste indépendante                                         |                          |                                                   | 10    | 0,49  | 0    |
|                                                                          |                          |                                                   |       |       |      |
| Suffrages exprimés                                                       | Suffrages exprimés       | Suffrages exprimés                                | 2 022 | 95,74 |      |
| Votes blancs                                                             | Votes blancs             | Votes blancs                                      | 52    | 2,46  |      |
| Votes nuls                                                               | Votes nuls               | Votes nuls                                        | 38    | 1,80  |      |
| Total                                                                    | Total                    | Total                                             | 2 112 | 100   | 6    |
| Abstention                                                               | Abstention               | Abstention                                        | 37    | 1,72  |      |
| Inscrits / participation                                                 | Inscrits / participation | Inscrits / participation                          | 2 149 | 98,28 |      |

### Sénateurs élus
| Sénateur | Sénateur             | Parti |
| -------- | -------------------- | ----- |
|          | Laurence Cohen       | PCF   |
|          | Pascal Savoldelli    | PCF   |
|          | Sophie Taillé-Polian | PS    |
|          | Laurent Lafon        | UDI   |
|          | Christian Cambon     | LR    |
|          | Catherine Procaccia  | LR    |